# Wadena (Minnesota)
Wadena ist eine Kleinstadt (mit dem Status „City“) und Verwaltungssitz des Wadena County im US-amerikanischen Bundesstaat Minnesota. Ein Teil des Stadtgebiets reicht bis in das östlich benachbarte Otter Tail County. Das U.S. Census Bureau hat bei der Volkszählung 2020 eine Einwohnerzahl von 4.325 ermittelt.

## Geografie
Wadena liegt im Zentrum Minnesotas auf 46°26′22″ nördlicher Breite und 95°08′14″ westlicher Länge. Das Stadtgebiet erstreckt sich über eine Fläche von 13,93 km².
Benachbarte Orte von Wadena sind Sebeka (22,7 km nördlich), Verndale (11,9 km südöstlich), Hewitt (14,9 km südsüdöstlich), Deer Creek (16,2 km westsüdwestlich) und Bluffton (8,5 km westnordwestlich).
Die nächstgelegenen größeren Städte sind Fargo in North Dakota (146 km westnordwestlich), Duluth am Oberen See (257 km östlich), Minneapolis (247 km südöstlich), Minnesotas Hauptstadt Saint Paul (265 km in der gleichen Richtung) und Sioux Falls in South Dakota (417 km südsüdwestlich).
Die Grenze zu Kanada befindet sich 306 km nördlich.

## Verkehr
Im Zentrum von Wadena kreuzt der von Nordwest nach Südost verlaufende U.S. Highway 10 den U.S. Highway 71. Mit der Einmündung in den US 71 erreicht die Minnesota State Route 29 in Wadena ihren nördlichen Endpunkt. Alle weiteren Straßen sind untergeordnete Landstraßen, teils unbefestigte Fahrwege sowie innerörtliche Verbindungsstraßen.
Parallel zum US 10 verläuft eine Eisenbahnlinie der BNSF Railway.
Mit dem Wadena Municipal Airport befindet sich 8,3 km westlich ein kleiner Flugplatz. Die nächsten Regionalflughäfen sind der Brainerd Lakes Regional Airport (82,4 km östlich) und der Bemidji Regional Airport (135 km nördlich). Die nächsten größeren Flughäfen sind der Hector International Airport in Fargo (164 km westnordwestlich) und der Minneapolis-Saint Paul International Airport (270 km südöstlich).

## Geschichte

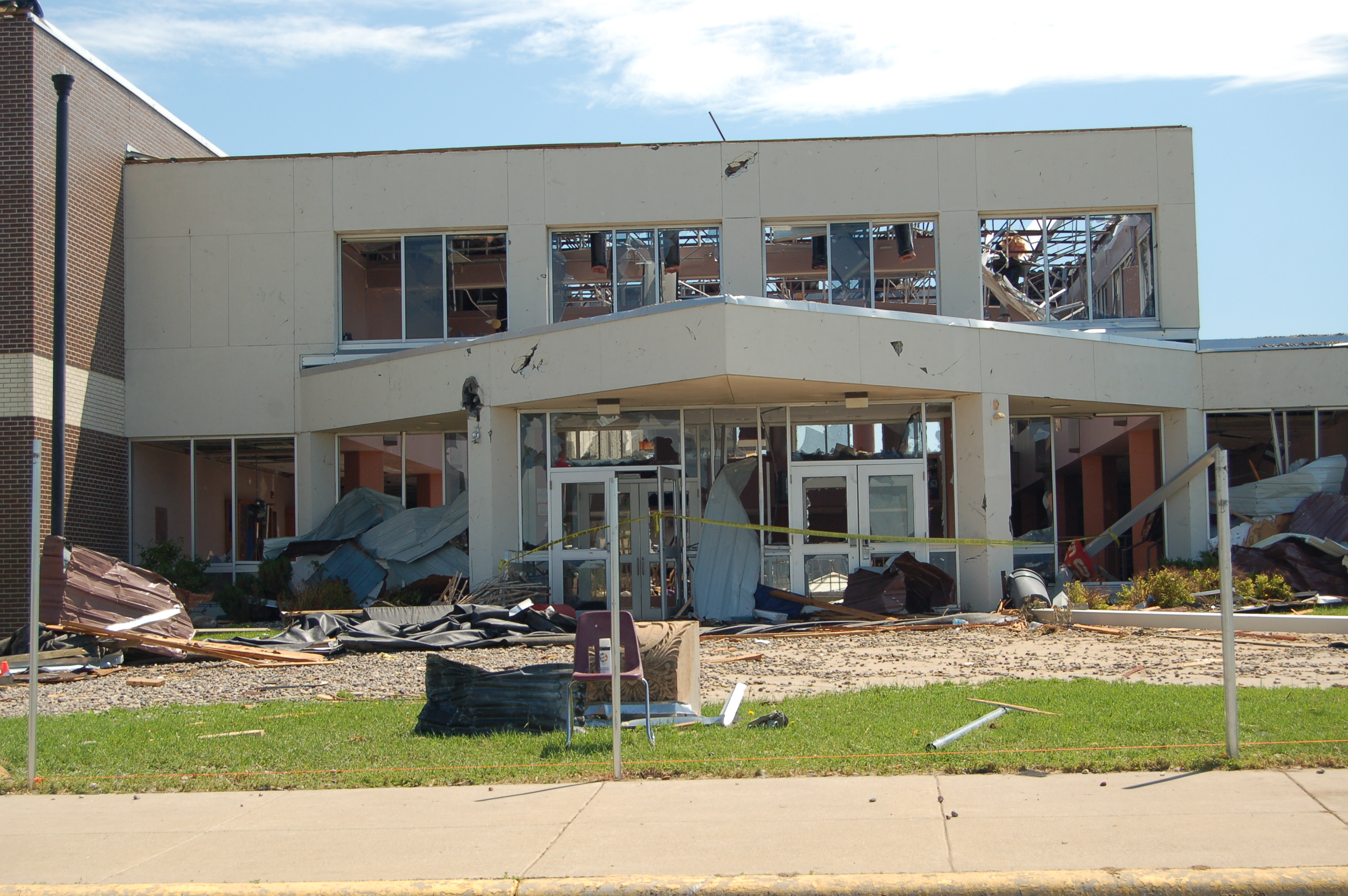
Von Tornado 2010 zerstörte Schule

Die Wadena Township wurde ebenso wie die heutige Stadt im Jahr 1871 gegründet. Benannt wurden sowohl die Township als auch die Siedlung nach dem County, das nach dem früheren Wadena Handelsposten benannt wurde. 1873 wurde eine Poststation in Wadena eingerichtet. Als selbstständige Kommune wurde Wadena im Jahr 1881 inkorporiert und 1921 aus der Township herausgelöst.

Im Jahr 2010 zog ein schwerer Tornado durch Wadena. Es wurden 232 Gebäude zerstört, ohne dass Todesopfer zu beklagen waren.

## Demografische Daten
Nach der Volkszählung im Jahr 2010 lebten in Wadena 4088 Menschen in 1840 Haushalten. Die Bevölkerungsdichte betrug 293,5 Einwohner pro Quadratkilometer. In den 1840 Haushalten lebten statistisch je 2,14 Personen.
Ethnisch betrachtet setzte sich die Bevölkerung zusammen aus 95,6 Prozent Weißen, 1,6 Prozent Afroamerikanern, 0,3 Prozent amerikanischen Ureinwohnern, 0,4 Prozent Asiaten sowie 0,2 Prozent aus anderen ethnischen Gruppen; 1,8 Prozent stammten von zwei oder mehr Ethnien ab. Unabhängig von der ethnischen Zugehörigkeit waren 1,4 Prozent der Bevölkerung spanischer oder lateinamerikanischer Abstammung.
22,1 Prozent der Bevölkerung waren unter 18 Jahre alt, 54,9 Prozent waren zwischen 18 und 64 und 23,0 Prozent waren 65 Jahre oder älter. 52,7 Prozent der Bevölkerung war weiblich.

Das mittlere jährliche Einkommen eines Haushalts lag bei 25.570 USD. Das Pro-Kopf-Einkommen betrug 19.070 USD. 21,1 Prozent der Einwohner lebten unterhalb der Armutsgrenze.

## Bekannte Bewohner
- Thomas H. Moodie (1878–1948) – 19. Gouverneur von North Dakota – lebte einige Jahre in Wadena[9]
- Harold Knutson (1880–1953) – republikanischer Abgeordneter des US-Repräsentantenhauses (1917–1949) – lebte lange in Wadena[10]
- Forrest Edward Mars, sen. (1904–1999), Unternehmer der Mars Incorporated – wurde hier geboren